# Нортон (Канзас)
Нортон (англ. Norton) — місто (англ. city) в США, в окрузі Нортон штату Канзас. Населення — 2747 осіб (2020).

## Географія
Нортон розташований за координатами 39°50′11″ пн. ш. 99°53′30″ зх. д. / 39.83639° пн. ш. 99.89167° зх. д. (39.836393, -99.891623).  За даними Бюро перепису населення США в 2010 році місто мало площу 4,99 км², уся площа — суходіл.

### Клімат
| Клімат : Нортон           | Клімат : Нортон | Клімат : Нортон | Клімат : Нортон | Клімат : Нортон | Клімат : Нортон | Клімат : Нортон | Клімат : Нортон | Клімат : Нортон | Клімат : Нортон | Клімат : Нортон | Клімат : Нортон | Клімат : Нортон | Клімат : Нортон |
| Показник                  | Січ.            | Лют.            | Бер.            | Квіт.           | Трав.           | Черв.           | Лип.            | Серп.           | Вер.            | Жовт.           | Лист.           | Груд.           | Рік             |
| Абсолютний максимум, °C   | 27,2            | 27,2            | 33,9            | 37,8            | 40,6            | 45,6            | 47,2            | 46,1            | 44,4            | 38,3            | 30,0            | 28,3            | 47,2            |
| Середній максимум, °C     | 5,6             | 8,3             | 12,8            | 19,4            | 24,4            | 30,6            | 34,4            | 33,9            | 30,0            | 22,2            | 13,3            | 7,2             | 20,0            |
| Середній мінімум, °C      | −9,4            | −7,2            | −3,3            | 3,3             | 9,4             | 15,6            | 18,3            | 17,8            | 12,2            | 5,0             | −2,8            | −7,2            | 4,4             |
| Абсолютний мінімум, °C    | −31,1           | −30,6           | −28,9           | −15,6           | −3,3            | 2,8             | 6,7             | 3,9             | −7,2            | −13,3           | −23,9           | −28,3           | −31,1           |
| Норма опадів, мм          | 10              | 18              | 30              | 53              | 76              | 94              | 69              | 69              | 25              | 36              | 20              | 15              | 536             |
| Днів з дощем              | 1,5             | 2,2             | 3,4             | 4,9             | 6,1             | 6,5             | 5,3             | 5,2             | 3,5             | 2,7             | 2               | 1,8             | 45,1            |
| ------------------------- | --------------- | --------------- | --------------- | --------------- | --------------- | --------------- | --------------- | --------------- | --------------- | --------------- | --------------- | --------------- | --------------- |
| Джерело: Weatherbase NOAA |                 |                 |                 |                 |                 |                 |                 |                 |                 |                 |                 |                 |                 |

## Демографія
Згідно з переписом 2010 року, у місті мешкало 2928 осіб у 1290 домогосподарствах у складі 763 родин. Густота населення становила 587 осіб/км².  Було 1465 помешкань (294/км²).
Расовий склад населення:
| - 96,8 % — білих - 0,4 % — азіатів - 0,2 % — чорних або афроамериканців - 0,1 % — корінних американців |

До двох чи більше рас належало 1,9 %. Частка іспаномовних становила 3,3 % від усіх жителів.
За віковим діапазоном населення розподілялося таким чином: 23,2 % — особи молодші 18 років, 54,8 % — особи у віці 18—64 років, 22,0 % — особи у віці 65 років та старші. Медіана віку мешканця становила 44,8 року. На 100 осіб жіночої статі у місті припадало 87,1 чоловіків;  на 100 жінок у віці від 18 років та старших — 84,0 чоловіків також старших 18 років.
Середній дохід на одне домашнє господарство  становив 52 819 доларів США (медіана — 43 523), а середній дохід на одну сім'ю — 63 644 долари (медіана — 56 630). Медіана доходів становила 39 539 доларів для чоловіків та 28 665 доларів для жінок. За межею бідності перебувало 9,1 % осіб, у тому числі 8,3 % дітей у віці до 18 років та 7,6 % осіб у віці 65 років та старших.
Цивільне працевлаштоване населення становило 1417 осіб. Основні галузі зайнятості: освіта, охорона здоров'я та соціальна допомога — 26,8 %, публічна адміністрація — 11,1 %, науковці, спеціалісти, менеджери — 10,6 %.